# Masson Range
Die Masson Range ist ein stark zerklüfteter Gebirgszug im ostantarktischen Mac-Robertson-Land, der einen Teil der Framnes Mountains bildet. Mit zahlreichen Gipfeln von über 1000 m erstreckt sie sich in nordsüdlicher Ausdehnung über eine Länge von 24 km. Der Gebirgszug besteht aus der North Masson Range, der Central Masson Range und der South Masson Range.
Entdeckt wurde sie bei der British Australian and New Zealand Antarctic Research Expedition (1929–1931) unter der Leitung des australischen Polarforschers Douglas Mawson. Benannt ist sie nach dem australischen Chemiker David Orme Masson (1858–1937), einem Mitglied des Beratergremiums dieser Expedition, der auch Mawsons Australasiatische Antarktisexpedition (1911–1914) beratend zur Seite gestanden hatte. Erstmals besucht wurde der Gebirgszug 1956 im Rahmen der Australian National Antarctic Research Expeditions durch eine vom australischen Polarforscher John Béchervaise (1910–1998) geleitete Mannschaft.